# Félix Niza Ribeiro
Félix Niza Ribeiro (* 29. September 1916 in Proença-a-Velha; † 19. Januar 1989 in Porto Salvo) war ein portugiesischer römisch-katholischer Geistlicher und Bischof von João Belo.

## Leben
Félix Niza Ribeiro empfing am 18. Mai 1940 das Sakrament der Priesterweihe.
Am 20. Dezember 1962 ernannte ihn Papst Johannes XXIII. zum ersten Bischof von Tete. Der Erzbischof von Lourenço Marques, Custódio Alvim Pereira, spendete ihm am 6. August desselben Jahres in der Kathedrale Nossa Senhora de Fátima in Nampula die Bischofsweihe; Mitkonsekratoren waren der Bischof von Nampula, Manuel de Medeiros Guerreiro, und der Bischof von Beira, Sebastião Soares de Resende. Félix Niza Ribeiro nahm an der zweiten, dritten und vierten Sitzungsperiode des Zweiten Vatikanischen Konzils teil.
Papst Paul VI. bestellte ihn am 19. Februar 1972 zum ersten Bischof von João Belo. Am 31. Mai 1976 trat Félix Niza Ribeiro als Bischof von João Belo zurück.